# Leonard Kahn
Leonard R. Kahn (* 16. Juni 1926 in New York City; † 3. Juni 2012 im Süden Floridas) war ein US-amerikanischer Elektroingenieur und Amateurfunk-Pionier.

## Leben
Nachdem Kahn am Polytechnic Institute of Brooklyn (heute Teil der New York University) seinen Bachelor erworben hatte, arbeitete er lange bei den RCA Laboratories in Princeton, New Jersey, wobei er zahlreiche Patente zum AM-Stereo-Rundfunk erhielt. Während in Europa der Mittelwellenrundfunk als überholt gilt und daher im Verschwinden begriffen ist, fand Kahn in den USA Nutzungsformen, bei denen die bekannten Mängel der Mittelwelle keine entscheidende Rolle spielen. In den USA besitzt daher der Mittelwellenrundfunk – dort AM Radio genannt – eine noch heute bedeutende Rolle.
Er wurde Gründer und Präsident von Kahn Communications in Carle Place (New York), die  CAM-D (Compatible Amplitude Modulation - Digital) entwickelten. 1958 entwickelte er sein digitales Stereoradiosystem Kahn-Hazeltine. In dieser Zeit entwickelte er auch Symmetra-peak, das mit Volumax und Audimax der CBS Laboratories konkurrierte.
Kahn zählte auch zu den weltweit bekannten Amateurfunk-Persönlichkeiten. Sein Rufzeichen war WB2SSP.
In den späten 1980er Jahren geriet er zunehmend in Patentstreitigkeiten, unter anderem mit Motorola (wegen C-QUAM) und General Motors.

## Veröffentlichungen
- Single-Sideband Transmission by Envelope Elimination and Restoration. In: Proceedings of the IRE. Band 40, Nr. 7, 1952, S. 803–806, doi:10.1109/JRPROC.1952.273844 (rpi.edu [PDF; abgerufen am 6. Februar 2013]).
- Pro Se, A Fool For a Client: The True Story You Will Never Believe. CreateSpace, 2009, ISBN 978-1-4499-0137-0 (Autobiografie).